# Club San José
El Club Deportivo San José, conocido como San José de Oruro o simplemente San José, es un club de fútbol boliviano de la ciudad de Oruro, fundado el 19 de marzo de 1942 a iniciativa de un grupo de trabajadores de la mina San José, localidad que dio origen al nombre de la institución. Desde 2022 compite en la Asociación de Fútbol Oruro, la Primera"A" y disputa sus encuentros como local en el Estadio Jesús Bermúdez, el tercero de mayor capacidad del país, con un aforo para 33 000 espectadores.
Los colores que identifican al club son el azul y el blanco, colores que se reflejan en la casaca y el short respectivamente. La casaca y el escudo contienen la «V» de la victoria –del que recibe el apelativo de «V» azulada–, además sobre el escudo posan 4 estrellas que reflejan los campeonatos obtenidos por el club en la Primera División.
Comenzó su actividad en el ámbito futbolístico y deportivo dos décadas antes de su fundación, hasta que el ingeniero Harry Keegan impulsó la fundación, junto a varios trabajadores mineros. Si bien el club ha participado en otras actividades deportivas se ha dedicado exclusivamente al fútbol.
A nivel nacional, ha logrado 4 títulos en la Primera División de Bolivia y es también el primer club del Departamento de Oruro y el primero del interior del país en debutar en el torneo profesional integrado, organizado por la AFLP en 1954, el primero en ganar ese campeonato nacional en 1955, el quinto equipo en ser campeón profesional, el segundo en salir campeón del torneo nacional integrado y además el primer equipo no paceño en salir campeón profesional. Cuenta además en sus palmarés con 12 títulos de la Asociación de Fútbol Oruro, tres en la era amateur y nueve en la era profesional.
Es uno de los equipos bolivianos más tradicionales y con mayor trayectoria, el club se ha mantenido históricamente en la máxima categoría de fútbol boliviano, excepto por 3 temporadas (2000, 2001 y 2020), siendo uno de los equipos de Bolivia con mayor tradición y trayectoria de todos los tiempos.
A nivel internacional es el sexto conjunto boliviano que más copas continentales disputó. Cuenta con 12 participaciones internacionales en torneos oficiales organizados por la Confederación Sudamericana de Fútbol. Debutó en Copa Libertadores en 1992 y, desde entonces, ha participado del torneo en ocho ocasiones. Además, cuenta con cuatro participaciones en Copa Sudamericana siendo su mejor participación la edición de 2010 en donde alcanzó los octavos de final. En la Copa Libertadores de América alcanzó los octavos de final en la edición de 1996, siendo esta su mejor participación en el torneo continental y también convirtiéndose en el quinto equipo boliviano que logra pasar de fase en Copa Libertadores.
Es considerado como uno de los clubes más populares de su país, posee una gran cantidad de simpatizantes en toda Bolivia y también una gran cantidad de aceptación por parte de la población boliviana.
El club San José es el mejor equipo de fútbol que tiene el departamento de Oruro, además es el único club orureño que juega en la Primera División de Bolivia, por lo cual tiene el apoyo de la mayor parte de la población orureña y una de las hinchadas más grandes de Bolivia, así mismo, debido a su historia, palmarés e hinchada, es considerado como uno de los clubes más grandes y populares del fútbol boliviano.
Disputa el Clásico orureño frente al Club Ingenieros, además mantiene rivalidades con los clubes Bolívar, Jorge Wilstermann y The Strongest.

## Historia

### Orígenes
Se sabe que San José tuvo sus inicios hacia los años 1930, se conoce la versión de diversos periodistas, cronistas, exdirigentes y escritores orureños.
Desde 1930 los trabajadores mineros conformaron varios equipos para participar en los campeonatos intermineros, es así que el primer club predecesor fue "Cordillera Royal", posteriormente "Sparta", luego "Will Cats" y el último equipo lo conformaron  a inicios de 1940 bajo el denominativo de  "Huari House". La versión más conocida y aceptada sobre esta denominación es que proviene de Huaricocha dios supremo dentro del Imperio incaico. Estos equipos lograron diversos títulos, siendo también los primeros trofeos obtenidos desde su fundación no oficial.
Es por esto que en la primera foto de San José luego de su fundación el equipo ya posaba con varios trofeos obtenidos por estos equipos.

### Fundación y era amateur (1942-1953)

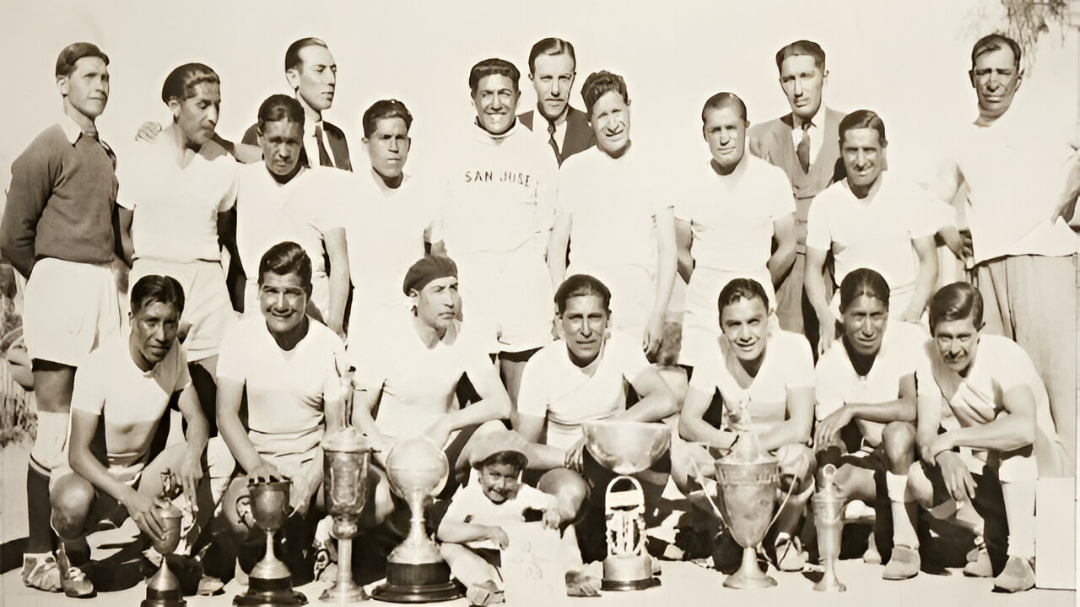
El primer equipo de San José de Oruro (1942). En la foto están: De izquierda a derecha: (Arriba) Humberto Sanjinez, Eusebio Pérez, Jacinto Murillo, Felipe Mendivil (Presidente), Alejandro Rocha, Eliodoro Flores, Luis Mendivil (Directivo), Gumercindo Gómez, Oswaldo Enríquez, Salustio Rocha (Secretario de Hacienda), Paulino Ovando, N. Buitrago (Kinesiólogo). (Abajo) Damian Cuentas, José Aldapis, Luis Murguía, Teófilo López, Julio Aguirre, René Giménez y Máximo Uzeda.

El Club San José fue fundado el 19 de marzo de 1942, frente a los campamentos de la mina San José, a iniciativa de un grupo de trabajadores mineros, encabezados por el ingeniero neerlandés Harry Keegan. Ese mismo día se firmó el acta de fundación, y Salustio Rocha fue elegido como el primer presidente de la institución, Felipe Mendivil como vicepresidente, Abel Baspineiro como secretario general, Julio Aguirre como secretario de hacienda, Lucio Beltrán como secretario de prensa y propaganda y Lucio Mendivil como tesorero. Se nombró presidente honorario a Harry Keegan, dando nacimiento de esta manera a la «genuina representación de Sebastián Pagador».
El objetivo era formar un club social cuyo objetivo fuese la práctica del deporte, en especial el fútbol, que fue desde los comienzos la esencia del club y aunque ya se practicaban diversos deportes como el boxeo o el básquetbol, aquel permaneció como la disciplina deportiva sobre la que se sustenta la entidad y la que le valió su reconocimiento a nivel nacional e internacional.
El primer nombre del club fue "Liga Deportiva San José". El nombre surgió por tres motivos: el primero fue por haber sido fundado frente al campamento minero del mismo nombre, el segundo porque ese día es dedicado a José de Nazaret en la religión católica. y el tercero porque fue fundado como un club polideportivo debido a los éxitos deportivos que los equipos de la mina San José lograron en la década de los 30 y 40 del siglo XX, puesto que también se abarcaba las disciplinas del tenis, boxeo, golf, tenis de mesa, balonmano y atletismo.
San José por entonces no estaba afiliado a ninguna organización, por lo que los encuentros eran de carácter amistoso, en un inicio, el equipo jugó el campeonato interminero, dónde obtuvo varios títulos, ese mismo año, San José
se inscribió en el Registro de la Asociación de Fútbol Oruro creada el 21 de junio de 1921, dónde comienza a participar en los campeonatos organizados junto a equipos históricos de Bolivia como Oruro Royal Club —decano del Fútbol de Bolivia—, Bolívar Nimbles, American de Machacamarca, Calaveras F. B. C., Internacional, Ingenieros de la Facultad Nacional de Ingeniería, White Star, entre otros, en donde obtuvo notables resultados y el club comenzó su etapa de expansión.
El primer encuentro del club tuvo lugar el sábado 25 de julio —cuatro meses después de la fundación del club—, a las 15:00 (UTC-4) en el Estadio Oruro Royal, ante la selección de Machacamarca, que por aquel entonces jugaba en la División de honor de Oruro, el encuentro culminó con una goleada por 7 a 1 a favor de San José (con 5 goles de Gumercindo Gómez y 2 de Eusebio Pérez), comenzando una larga historia deportiva.
A finales de 1942, San José logra acceder a la División de honor de Oruro. Festejando de esta manera el ascenso conseguido, justamente en el primer año de la entidad participó en la categoría 
Intermedia de la AFO, ese año el club logra el título y un rápido ascenso de categoría, siendo un debut sensacional en el torneo Amateur de la AFO.
Las insuficientes y poco correctas crónicas de la época no permiten esclarecer con certeza lo que ocurrió hasta 1949, cuando el 18 de diciembre de 1949 San José obtiene el título de la Asociación de Fútbol Oruro al derrotar a Ingenieros por 2 a 1, esta sería la primera copa conseguida por el equipo inmediatamente después de lograr el ascenso a la máxima categoría de la AFO.
Plantel campeón: Dionisio Cahuana, René Giménez, Teófilo Bastos, Julio Aguirre, Eliodoro Flores, José Aldapiz, Máximo Uzeda, Paulino Ovando, Luis Moruno, Alejandro Rocha, Jacinto Murillo, Eusebio Pérez, Osvaldo Enríquez, Alejandro Vaca, Gumercindo Gómez y Manuel Rocha.
En 1951, el equipo santo lograría nuevamente el título de campeón de la Asociación de Fútbol Oruro, tras vencer al Oruro Royal en el encuentro final por 3:0, con triplete de Jacinto Murillo. El trofeo en aquella ocasión fue donado por el cónsul de España.
A inicios de 1952, tras el título de la temporada anterior dejan la institución Vitalio Maldonado y Emeterio Martínez Paz (dos importantes figuras de San José en sus primeros años).
En 1953 se llevó a cabo el último campeonato en la era amateur, donde San José obtuvo el campeonato por gol diferencia tras empatar con el Oruro Royal a 16 puntos, marcando treinta y siete goles, mientras que su rival anotó treinta y dos. En ese torneo, Jorge Orellana, Nicolás Carrión, Jacinto Murillo, Humberto Murillo y Agustín Cortez, fueron los goleadores del equipo. El goleador del torneo fue el "cañonero" Humberto Murillo, con trece goles. Ese mismo año el club se refuerza con Jorge "Turco" Orellana.
El periódico La Patria del 12 de noviembre de 1953 manifestó lo siguiente:
“San José fue declarado campeón de Oruro por gol average, en una campaña por demás convincente para su hinchada y los directivos, que consiguieron el título sin mayores objeciones."
El delantero Gumercindo Gómez (quien se mantendría en el equipo hasta mediados de los '50) es considerado una parte destacada en el conjunto de San José de aquellos tiempos, siendo fundamental para la obtención de los títulos en la AFO.
Aunque en 1950 arribó la profesionalización del fútbol a Bolivia, en 1954 recién se inauguró el primer campeonato de la era profesional de la Asociación de Fútbol Oruro, siendo esta la segunda asociación en pasar al profesionalismo luego de la Asociación de Fútbol de La Paz (1950).
En 1954 bajo el mandato del entrenador húngaro Adalberto Rosemberg, San José logró alcanzar el primer título profesional de la historia de la AFO, al lograr el Campeonato de la Asociación de Oruro. Convirtiéndose en el quinto equipo en salir campeón del profesionalismo en su asociación departamental, los primeros campeones profesionales habían sido Bolívar, Always Ready, The Strongest y Bolívar en 1950, 1951, 1952 y 1953 respectivamente. También ese año llegaría al club un joven jugador Armando Escobar que pronto sería la figura más destacada del equipo en la década de los años 50.
Todo el plantel de jugadores campeones eran mineros. De esta manera el plantel estaba conformado por los siguientes jugadores: Eliodoro Flores, Teófilo Bastos, José Aldapiz, René Giménez, Máximo Uzeda, Julio Aguirre, Dionisio Cahuana, Luis Moruno, Alejandro Rocha, Eusebio Pérez, Jacinto Murillo, Gumercindo Gómez, Osvaldo Enríquez, Paulino Ovando, Alejandro Vaca Guzmán y Manuel Rocha. Aquel año, también debutaría en el club a los 18 años de edad Armando Escobar (quien se convirtió en el primer gran ídolo del club).

### La época de Los Húngaros (1954 - 1959)

el plantel de «Los Húngaros» campeón nacional en 1955.

En 1954 se conformó un gran equipo que fue apodado como "Los Húngaros", en el que se destacaban jugadores como Silvano Valdivia, Jacinto Murillo, Luis Peláez, Humberto Murillo, Armando Escobar y Benjamín Maldonado, entre otros jugadores.
Ese año se inició la primera edición oficial del campeonato boliviano, con nueve equipos en total, siendo San José el único equipo representante de Oruro.
El domingo 23 de mayo San José y Bolívar inauguraron el primer encuentro de este campeonato. Los equipos se alinearon así:

- Bolívar: Julian Sánchez; Salinas y Huaranca; Montoya, Santos y Villagrán; Díaz, Víctor Agustín Ugarte, Mario Mena, E. Vargas y M. Vargas.

- San José: Francisco Bonifacio, Silvano Valdivia y Desiderio Montaño; René Torrico, Gerardo Vargas Oroza y Alfredo Agreda; Óscar Bellot, Nicolás Carrión, Jacinto Murillo, Armando Escobar y Humberto Murillo.

El primer tiempo fue dominado por San José, el marcador se abrió al minuto 9 tras un remate de Humberto Murillo, tras ser asistido por su hermano Jacinto. No se cobró una clara falta penal al jugador Humberto Murillo por parte de Salinas y Montoya, terminando la primera etapa. En el segundo tiempo el segundo gol fue convertido al minuto por el mismo Jacinto, todo daba la impresión de que San José lograría la victoria, pero Víctor Agustín Ugarte convirtió el gol de descuento al minuto cuatro, el mismo Ugarte logró empatar al minuto 6 y al minuto 15 el árbitro cobró un dudoso penal que incluso consultó al línea y que fue efectuado por el delantero Ugarte que venció al guardameta Francisco Bonifacio.
El equipo obtuvo el sexto lugar de entre nueve equipos, todos paceños, producto de tres victorias, ocho empates y cinco derroras.
Comenzaban a sobresalir las estrellas de Francisco Bonifacio, Alfredo Ágreda, Juan Pedro Valdivia, Silvano Valdivia, Armando Escóbar, los hermanos Murillo Humberto y Jacinto, Benjamin Maldonado y Freddy Arévalo.

#### La primera estrella

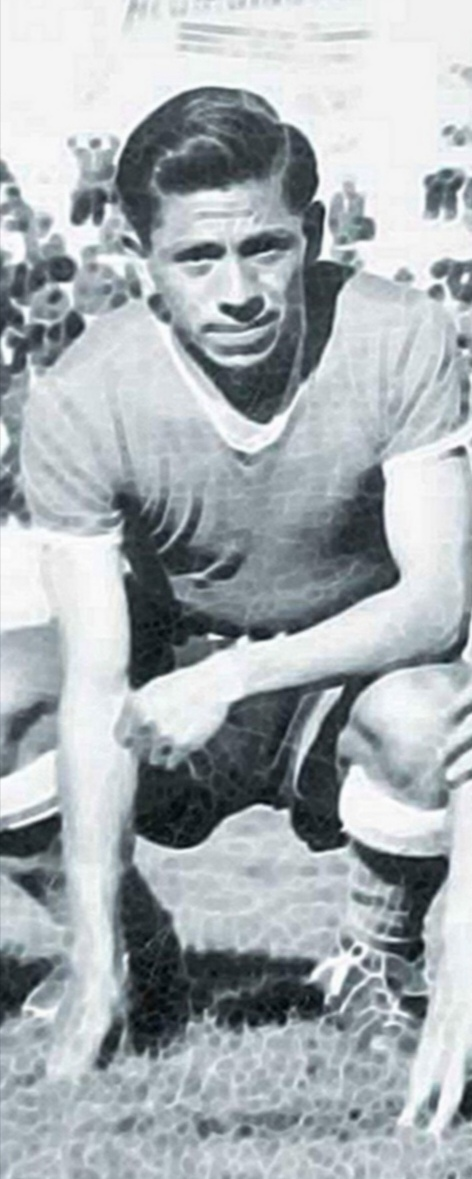
Armando Escobar, considerado en la época como unos de los mejores jugadores del país.

En 1955 se inaugura el Estadio Jesús Bermúdez con un cuadrangular internacional, con los equipos orureños de San José y Oruro Royal frente a Alianza Lima de Perú y Bonsuceso de Brasil.
En el Torneo integrado 1955, San José obtiene su primer título nacional con 29 puntos, producto de 13 victorias, 3 empates y 4 derrotas. Marcando un hito en el fútbol boliviano al convertirse en el segundo equipo en salir campeón nacional y el segundo del Torneo Nacional Integrado, competición que contaba con la participación de clubes de La Paz, Oruro y Cochabamba.
Este fue el equipo al que se denominó los "Húngaros", por lo que la prensa describía como su estilo de juego similar al de la Selección de Hungría en la Copa Mundial de 1954. Precisamente por aquellas goleadas que les propinó a sus rivales (9-0 a Corea del Norte, 8-3 a Alemania, 4-2 a Brasil y 4-2 a Uruguay). De manera similar San José goleó a sus rivales en 1955: 9 a Ferroviario, 7 a Ingavi, 5 a Unión Maestranza, 5 a The Strongest, 5 a Bolívar, 5 a Litoral y 5 a 0 al Aurora. Fue el periodista Tito de la Viña quién puso el apodo de Húngaros al equipo.
Ese mismo año San José marcó el primer gol de arco a arco en la historia del fútbol boliviano, fue 
convertido por el canserbero Francisco Bonifacio ante Jorge Wilstermann.
En los últimos partidos, San José derrotó a Ingavi el 19 de diciembre en La Paz por 3-2, con esta victoria San José estaba a un punto del campeonato. El torneo continuó el año siguiente y el 6 de enero de 1956 San José se consagró Campeón nacional tras empatar con Unión Maestranza 2 a 2 en el Estadio  Hernando Siles con goles de Armando Escobar al minuto 12, empató Máximo Alcócer a los 27' en el segundo tiempo nuevamente San José se puso en ventaja con gol de Escobar al 60' y Alcócer selló el empate al minuto 80'.
El periódico La Nación del 7 de enero de 1956 manifestó lo siguiente:
“Indescriptible júbilo domina a la afición futbolística orureña con la obtención del título máximo del fútbol boliviano logrado por San José, sinónimo de pasión y cariño de los aficionados orureños sin excepción. El bravo equipo "santo" obtiene así el galardón mayor del fútbol profesional por primera vez en su segunda incursión en esta clase de lides. Justo premio a tanto esfuerzo, a tanto sacrificio. LA NACIÓN saluda al campeón de 1955 felicitándolo por su magnífica campaña en un torneo inolvidable para los aficionados orureños que paladean así la máxima satisfacción. Ningún equipo hizo más meritos que el "santo" aunque varias veces hicieron demostraciones más cabales. Pero la regularidad y el corazón de los bravos "quirquinchos" de la Ciudad del Pagador no tiene parangón. Por eso justificamos su victorioso final."
El 16 de enero, ya como campeón empató 2 a 2 con Bolívar en La paz, los goles fueron convertidos por los "Maestros" Armando Escobar y Víctor Agustín Ugarte, dos grandes figuras del fútbol boliviano. San José que brindó un gran espectáculo futbolístico fue vitoreado y prácticamente obligado por los aficionados a dar la vuelta olímpica donde el público paceño y los cientos de hinchas que se trasladaron en tren a esa capital, premiaron con aplausos al gallardo campeón nacional de fútbol.
El periódico La Patria del 17 de enero de 1956 manifestó lo siguiente:
"San José ratificó la conquista del título del campeón de 1955, luego de una brillante exhibición futbolística frente a Bolívar, que obligó a la Vuelta Olímpica y al aplauso del público paceño que debió reconocer los méritos del campeón. SALUD A LOS CAMPEONES...!"
Los santos acumularon 29 puntos, con 54 goles a favor para lograr su primera estrella de campeón nacional dejando atrás a sus escoltas paceños Chaco Petrolero (24) pts y Bolívar (23) pts.
Para cerrar la campaña, el campeón recibió el domingo 29 de enero a Jorge Wilstermann, ante más de veinte mil aficionados que al no tener cabida en las graderías, se ubicaron en la pista atlética del  Estadio Monumental Oruro. San José logró vencer por 3 a 1, abrió la cuenta Humberto Murillo, con un impresionante gol olímpico a los 2 minutos. En el segundo tiempo, llegó el gol del empate mediante César Sánchez en el minuto 63, Benjamín Maldonado, sobre los 75 minutos derrota al golero Hurtado de Jorge Wilstermann para el 2-1.
Luego los hinchas del cuadro rojo provocan la batalla campal porque el árbitro Arturo Ortubé cobro un tiro penal en favor de San José y finalmente Jorge Orellana convierte a los 85 minutos decretando el 3-1 definitivo, conquistando así el torneo denominado "Tres Ciudades".
Dirigentes: Ing. Manuel Flores, Gerente de la Empresa Minera San José, apoyado por el directivo Felipe Mendivil.
Cuerpo técnico: Entrenador: Rodolfo Maida. Kinesiólogo: Néstor Torrico.
Plantilla: Francisco Bonifacio, Silvano Valdivia, Juan Pedro Valdivia, René Torrico, Gerardo Vargas Oroza, Jorge Marcilla, Ramón Honores, Alfredo Ágreda, Jorge Orellana,  Nicolás Carrión, Jacinto Murillo Romay, Oscar Bellott, Humberto Murillo Romay, Roberto Gutiérrez, Roberto Román, Armando Escóbar, Hugo Peláez, Benjamín Maldonado, René Barrientos, Luis García, Luis Castro, Norberto Fernández y Desiderio Montaño.
En el Campeonato Integrado de 1956 San José representó a Oruro juntó al Oruro Royal, y por primera vez participaron dos equipos por Oruro, el Santo finalmente se adjudicó el cuarto puesto de catorce equipos mientras que el Royal fue penúltimo.
Con la fama adquirida en el campeonato integrado, el equipo se volvió más popular incluso que el Oruro Royal Club, que por ser el primer equipo de Fútbol de Bolivia, era, en esos tiempos, el equipo con mayor hinchada en la ciudad de Oruro.
En 1957 se organizó por primera vez el torneo Nacional Mixto que fue organizado por la AFC, la AFO y los centros mineros de manera paralela al Torneo Integrado de la AFLP por divergencias. En este campeonato San José participó nuevamente junto al Oruro Royal.
San José obtuvo el tercer lugar, luego de jugar doce partidos logró cinco victorias 2 empates y cinco derrotas marcó 34 goles y recibió 22 fue el segundo equipo que más goles convirtió y el tercero que menos recibió.
En marzo de ese año se produjo un accidente de aviación luego del partido Jorge Wilstermann - San José que se disputó en la ciudad de Cochabamba, en aquella ocasión San José ganó por un gol a cero. Debido a la euforia que causó dicha victoria, los hinchas del Santo en esa ciudad, decidieron festejar a los jugadores. Aquel hecho hizo que perdieran el vuelo que estaba preparado, sólo subieron al avión dirigentes del plantel. El avión partió después del partido, pero nunca llegó a su destino porque a los pocos minutos de despegar se estrelló en el sector de Ch´alla. No hubo sobrevivientes.
En el accidente fallecieron los dirigentes Hugo Peláez Peña, el doctor Villavicencio, Julio Aguirre, el Ingeniero Arce y José López Rivas.
También a mediados del 1957 San José disputa el Torneo Cuadrangular Internacional de Clubes de la Federación Boliviana de Fútbol", consagrándose subcampeón de dicho torneo internacional de carácter amistoso.
A principios de 1958, la FBF organizó la primera copa nacional de país, la Copa República, con la participación de 8 clubes profesionales de las 3 principales asociaciones, la AFLP, la AFC y la AFO. Participaron por este torneo San José nuevamente juntó al Oruro Royal.

### Años 60
En los años posteriores, el traspaso de varios de los principales futbolistas del club a otras instituciones sumado a la política de no realizar grandes contrataciones en favor de impulsar a los jugadores surgidos desde las categorías inferiores, hizo que el San José no pudiese repetir las actuaciones de los años 1950, ubicándose normalmente en la parte media del campeonato de Primera División.
En el Campeonato Nacional de 1960 que arrancó en diciembre, San José inauguró el campeonato nacional junto al Bolívar, en el Estadio Olímpico de La Paz, con resultado de empate 1:1, San José finalizaría en el tercer puesto de su grupo y no logra clasificarse al cuadrangular final por gol diferencia. Jugando 6 encuentros donde ganó 2, empató 1 y perdió 3.
El campeonato nacional de 1961 fue muy particular por dos razones. La primera es que fue uno de los dos campeonatos de la historia en el que participaron equipos de los nueve departamentos del país. La segunda es que fue la primera vez en que jugaron indistintamente equipos profesionales y amateurs, un total de 16 participantes de los que sólo tres eran profesionales (Municipal, Aurora y Ciclón). De esta manera aquel año San José sólo compitió en el torneo de la AFO.
En agosto de aquel año, el Club Always Ready se refuerza con los principales futbolistas del fútbol boliviano para iniciar su gira europea, de esta manera San José aporta a su capitán y máxima figura, Armando Escobar.
En 1962 no se realizó ningún torneo en el país, ya que la selección boliviana se preparaba para disputar el Campeonato sudamericano en Bolivia.
En el Campeonato Sudamericano 1963, Bolivia se consagra campeón del torneo por primera vez en su historia, San José aporta en un principio al habilidoso Armando Escobar, pero, en un encuentro amistoso entre la selección y San José, el entrenador Danilo Alvim decide reemplazar a Escobar por Edgar Quinteros, el mismo jugador años más tarde explicó el suceso:

Todo fue por un gol que no convertí al equipo de mis amores. Era 1963, la Selección tenía un partido de preparación en Oruro y jugaba contra San José. Ganaba el equipo orureño por 1 a 0, gol convertido por Edgar Quinteros.

Posteriormente, me tocó anotar para la Selección, me pasaron la bola y dibujé a todos, pero no quise marcar el tanto y fallé frente al arquero. Todos se dieron cuenta que fallé a propósito, es por eso que decidieron sacarme de la selección del 63 y en mi lugar fue Edgar Quinteros.

En el campeonato de 1963, San José supera la primera fase del torneo y en la fase final se enfrentó a Aurora y Jorge Wilstermann, adjudicándose el tercer lugar.
En 1964, el equipo sale campeón del torneo local, luego de diez años, sobre su similar de Unión Obrera. En el Campeonato Nacional de ese año de la FBF, el equipo Santo supera la primera fase tras vencer a San Cristóbal de Llallagüa, en la segunda fase se clasifica tras superar a los conjuntos de Quechisla y Los Andes, de esta manera alcanza la fase final donde terminaron nuevamente en tercer lugar.

### Años 70

El plantel que hizo una gira de amistosos en Chile (1975). ARRIBA De Izquierda a Derecha: Genaro Frontanilla (presidente), Carlos Alberto Castro, Gilberto Aloise Nené, Marcelo Limariño, Antonio Santiago Modesto, Oswaldo Berrios, Justo Quispe y Juan Antonio Valdez. ABAJO: Jhonny Montaño, Carlos Herrera, Manuel Antequera, Milton Reyes y Julio Méndez.

Segundo Nicolás Pidcova arquero de los años '70.

Rubén 'Pato' Almagro, brillante mediocampista de los años 70'.

### La crisis en la década del 80
Los años 80 no fueron buenos para la institución. Tras la relocalización minera en 1985, el club atravesó un mala situación económica. Por primera vez en su historia quedó ubicado en mitad de tabla para abajo. El equipo perdió jugadores importantes. Es de destacar que, entre 1985 y 1989, San José ganó todos los encuentros por la permanencia de categoría, a pesar de la difícil situación económica que atravesaba.

Nelson Arévalo: el presidente que asumió la institución hacia finales de los años 80, su gestión al frente de San José fue, sin duda, la más brillante para el club, tanto a nivel económico como deportivo.

Roberto 'el loco' Sevilla arquero de los años '80.

Carmelo Angulo, uno de los mejores punteros del club.

### Década del 90: «La Década de Oro»

San José fue la sensación de los años 90. En la imagen el plantel campeón de 1995.

La década de 1990 significaría el comienzo de la era dorada de San José. Logros como el primer título de la Liga de Fútbol Profesional Boliviano y la primera participación en la Copa Libertadores de América.

Daniel 'El Tata' Valencia, figura e ídolo de San José.

Freddy Cossio, uno de los mejores centrocampistas en la historia del club.

Juan Ernesto Lezcano, el gran delantero argentino de los años '90.

### Década de los 2000
El 2001 fue el segundo año consecutivo de San José en su asociación departamental, esta vez con el retorno de José Sánchez Aguilar a la presidencia y bajo la dirección técnica de Ramiro Vargas, se armó un gran plantel, nombres como Valentín Zanca, Wilson Sánchez, Mauro Blanco, Joel Padilla, Fernando Vargas, Roger Vera, Iver Vaca, Germán Ruiloba, Edmundo Saavedra, Máximo Salazar, y refuerzos extranjeros de origen argentino como Luis Alberto Orellana, Óscar Omar González, Norberto Kekez y el colombiano Henry Hernández fueron los encargados de conseguir el retorno del club a la máxima categoría.

Festejo de San José tras la obtención del Torneo Clausura 2007.

En 2007, tras la renuncia del entrenador Vladimir Soria, fue elegido Marcos Ferrufino como nuevo entrenador por la dirigencia. Con Ferrufino al mando del equipo San José lograría el título del torneo clausura 2007, teniendo como figura principal al brasileño Álex da Rosa, quién convertiría el gol que le dio el triunfo en la final por el campeonato ante La Paz Fútbol Club.

### La cuarta estrella

Jair Reinoso, fue figura del cuarto título nacional ganado por San José en el clausura 2018.

Para el Torneo Clausura 2017 se presenta, el 6 de junio, a Julio César Uribe como nuevo director técnico. El club se refuerza con los jugadores Javier Sanguinetti, Heber Leaños, Diego Zamora y José Luis Tancredi, además del retorno de Carlos Saucedo, Marcelo Gomes, Ronald Segovia, Ignacio García y Abdón «El Demonio» Reyes. El mal desempeño deportivo llevó al despido de Uribe, siendo reemplazado por Néstor Clausen.
En 2018, tras la salida del entrenador Clausen, la dirigencia presentó el 8 de enero a Eduardo Villegas como nuevo director técnico, ya por entonces consagrado como el técnico más ganador del fútbol boliviano. Entre los jugadores que se incorporaron al plantel se encontraban: Rodrigo Ramallo, delantero proveniente de The Strongest, los hermanos Jair y Didi Torrico, provenientes de Sport Boys, también proveniente del mismo club el defensor Mario Cuéllar y de Universitario de Sucre el mediocampista Victor Hugo Melgar, quiénes se constituirían en jugadores clave.
El club debutó en el Torneo Apertura 2018 el 27 de enero, cayendo como local ante Nacional Potosí por 1-2, sin embargo, sería desde su segundo partido que no volvería a ser derrotado, logrando 6 victorias de forma consecutiva. San José término su serie con un invicto de 13 partidos, con 9 triunfos y 4 empates, logrando 31 puntos y con 9 puntos de ventaja sobre su perseguidor. Mientras que en su participación en la Copa Sudamericana fue eliminado en la primera fase por El Nacional.
En cuartos de final eliminó categóricamente a Destroyer's, luego de vencerlo por un marcador global de 8-1, perdiendo sorpresivamente como visitante en la ida, el 6 de mayo, por 0-1 y terminando con el invicto de 13 partidos sin derrotas. En el partido de vuelta, el 12 mayo lograría vencer por 8-0, forzando así a los penales, en los que el conjunto Santo se impondría por 4 a 0, clasificándose a la siguiente fase. En semifinales sin embargo caería ante Jorge Wilstermann. En la definición por el tercer puesto se enfrentaría al Bolívar, venciéndolo cómodamente por un global de 6-0.
Para el Torneo Clausura 2018, la plantilla se mantuvo, siendo el plantel de la V azulada, serio candidato al título, fue luego de las resonantes victorias ante Sport Boys (6-0), Real Potosí (5-0) y Oriente Petrolero (1-3), que el plantel ocuparía los primeros puestos. A la pelea por el título se sumaron The Strongest de César Farias y un sorpresivo equipo de Royal Pari conducido por Roberto Mosquera.
Como líder del torneo desde la vigésima jornada, San José vencería como visitante, el 6 de diciembre, a Nacional Potosí por 2-5, posteriormente, el 9 de diciembre, derrotaría a Oriente Petrolero 5 a 0 y en la penúltima fecha del torneo se imponía a Blooming por 1-3.
Sin embargo todo se definió en la última fecha, cuando enfrentó a su inmediato perseguidor, Royal Pari, el 19 de diciembre en Oruro y luego de empatar 1-1, se consagró campeón por cuarta vez en su historia, 12 años después de su último título nacional. El gol del título lo convirtió Jair Reinoso. El plantel campeón estuvo conformado por los guardametas Carlos Franco, Gustavo Salvatierra y Jesús Careaga, los defensores Marcos Barrera, Mario Cuéllar, Jair Torrico, Ariel Juárez Ronald Segovia, Heber Leaños, y Jorge Toco, los mediocampistas Mario Ovando, Kevin Fernández, su capitán Didi Torrico, Victor Hugo Melgar, Marcelo Gomes y Javier Sanguinetti, quién fue elegido mejor jugador del campeonato, y los delanteros Miguel Suárez, Rodrigo Ramallo, Carlos Saucedo y Jair Reinoso como principal figura de aquel título. Mientras que, Eduardo Villegas estableció un récord al ser el primer técnico en salir campeón como jugador y como entrenador en el club.

### 2019-2021: Del título al descenso
En diciembre de 2021 y durante la crisis financiera, se da a conocer la desafiliación de San José de la Primera División, luego de afrontar todo el torneo con un plantel conformado por juveniles. El club logró la mala racha de 40 partidos sin ganar quedándose así con la tercera peor racha de partidos sin ganar de forma consecutiva a nivel mundial, por detrás de los 41 partidos de los Tiburones Rojos de Veracruz y FC Chernomorets Burgas de Bulgaria, que dejó la marca de 43 partidos consecutivos sin conocer la victoria en 2007.
Desde 2022 el club se encuentra vigente en la Asociación de Fútbol Oruro, amenazado con su desaparición por las deudas contraídas el año 2019.

#### El casoGualberto Villarroel San José
Ese mismo año el Club Gualberto Villarroel va a realizar una serie de cambios estéticos, en todos sus símbolos, de gran similitud con San José, a tal punto es la similitud que se lo ha denunciado como un evidente caso de plagio por los seguidores de San José, el que pudiera ser considerado el más grande en la historia del fútbol boliviano, pues además se entonan las famosas mediodías del club durante sus encuentros, se utiliza el lema del club. Debe aclararse que San José no posee ningún tipo de relación con Gualberto Villarroel. Pero debido al desconocimiento o la simple ignorancia de estos hechos por parte de los aficionados deportivos y los propios medios de comunicación nacional, el 30 de enero, el entonces presidente del tribunal de honor de San José, Ernesto Aranibar informó: “Si estamos hablando del proyecto del GV que han lanzado el grupo de inversionistas y dirigentes y socios de Oruro, nada tiene que ver con el San José legendario. San José sigue vigente. San José se está preparando para presentar su equipo en la primera B este año en la Asociación de Fútbol de Oruro". Pese a todo el Club San José no ha realizado ninguna demanda por plagio.

### 2022-presente: Inestabilidad y participación en la Primera B
Después de su descenso al final de la temporada 2021, el club tenía que saldar sus deudas que contraía desde el 2019, por lo cual no participaron la temporada 2022 para poder ascender, a mediados del año 2023 el club logró participar en el torneo de Primera B de la AFO luego de estabilizarse de su crisis financiera, a mitad del torneo el club fue sancionado por deudas con los jugadores de las temporadas 2019-2021 con 6 puntos menos, el club término la temporada 2023 en 6° lugar al final del torneo, y se mantiene todavía en la Primera B, el cual va a disputar el 2024.

## Simbología

### Escudo
El club tuvo escudos diferentes a lo largo de su historia, desde sus inicios se utilizó un escudo de forma suiza, en el que se encontraban, las iniciales del club "S" y "J" en blanco, predominado en color azul oscuro.
En los años 1950 tuvo un cambio radical de aspecto, se invierten los colores, blanco en el fondo, se ensanchan los bordes inferiores para un aspecto más redondeado y se estrecha la parte central. A esta modificación se añaden varios elementos: en la parte superior se incluye el nombre de su ciudad, Oruro escrita en forma horizontal, en el centro se establece una V con fondo celeste, debajo de esta se encuentra inclinado hacia el centro el nombre SAN JOSE y en la parte inferior se añade un balón de fútbol.
El escudo actual tiene un soporte de estilo suizo de color blanco con los bordes y una V azul.
Entre el borde superior y el espacio que delimita la V se colocan estrellas en color dorado, que representan los títulos del club de acuerdo con el Torneo en el que participa. De esta manera cuando el equipo de San José participa en la liga el escudo llevará 4 estrellas, en torneos de Copa Simón Bolívar 1 estrella (2001).

### Himno
La canción insignia, más importante, célebre y además considerada extraoficialmente como el himno popular del club, es la mecapaqueña "San José", compuesta por el profesor Óscar Elías Siles en los años 70 según cuenta él, se inspiró en 1969, cuando trabajaba como operador de radio Bolivia de Oruro.
Sin embargo, la cinta desapareció y se tuvo que volver a grabar, esta vez con Rosario Rivera Achá, Alejandro Elías, Wilfredo Torrico, Demetrio Llanque, Elba Barrientos y Óscar Elías. Esta segunda grabación también se perdió hasta que en 1979, el autor escuchó una grabación de la Banda Real Imperial de Waldo Wilcarani y fue a partir de ese momento que la mecapaqueña "San José" comenzó a popularizarse. 
Años más tarde fue rebautizada por el pueblo orureño como «Viva, viva mi San José» a impulso de la banda real imperial que popularizó la canción tras una grabación, que ahora tiene fama mundial.
A lo largo de la historia diversos compositores y grupos musicales se inspiraron en esta canción entre ellos tres ejemplos: Adolfo Valdivia Monterrey, José "Jacha" Flores y Llajtaimanta, e inclusive la popularidad de este tema musical es tal que forma parte de las 18 especialidades del Carnaval de Oruro, Obra Maestra del Patrimonio Oral e Intangible de la Humanidad.
En el 2014 la Sociedad boliviana de Autores y Compositores de Música (Sobodaycom), informó que es la canción orureña que más cotiza en regalías.
| Himno del Club San José |
| |
| Viva, viva, mi San José, el gran equipo minero Viva, viva, mi San José, el gran equipo Orureño. Mil campeones sucumben ya, ante el blanco y V celeste los colores que ganaran, aunque la vida les cueste. Goles aquí, goles allá, super ataque que no pararan cabeza aquí, remate allá, macha defensa que no pasarán. Autor: Óscar Elías Siles |
| |

Otras obras musicales de gran relieve y que incluso pueden ser consideradas himnos, son las populares San José es Oruro compuesta por Llajtaymanta y Familia Valdivia; Oruro y su San José de Zulma Yugar.

### Mascotas

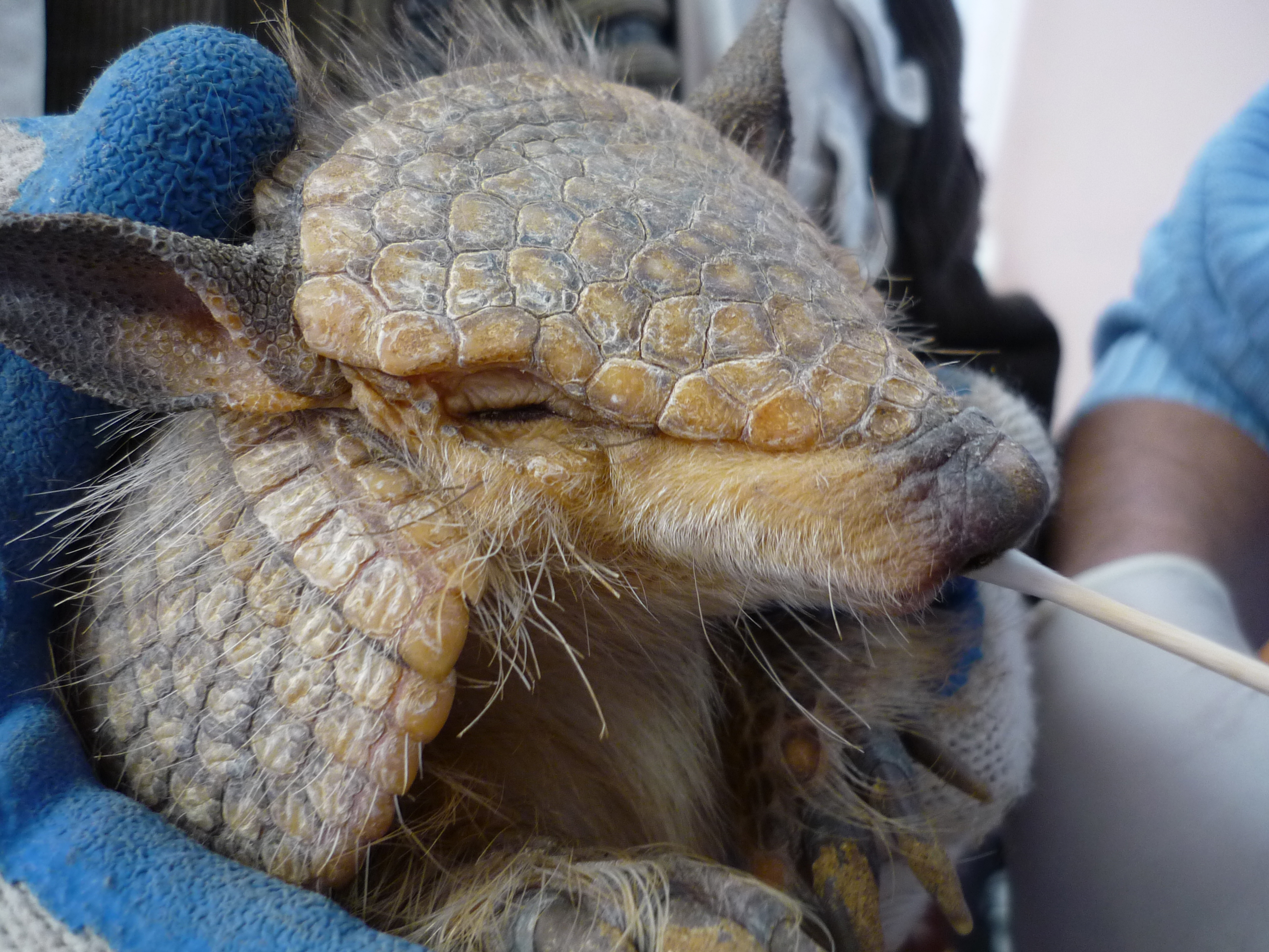
El Quirquincho Andino símbolo del club en la actualidad

Las mascotas oficiales de la institución son el 'quirquincho andino', al ser este animal el más simbólico del departamento de Oruro. Mientras que la segunda mascota es un oso andino, que surge por la influencia cultural de la celebración del Carnaval de Oruro, máxima representación de los carnavales en Bolivia.

### Lema
El eslogan del club es «San José es Oruro y Oruro es San José», esta frase fue empleada por el periodista Mario Divensty Gonzales a finales de la década de 1980 quién, de forma espontánea, la utilizó en una transmisión radial, desde entonces se popularizó, y se atribuye a la efervescencia de la hinchada de San José, que se hace sentir de manera más fuerte desde principios de los años 90.

## Uniforme
- Uniforme titular: Camiseta blanca con una «V» azul, pantalón azul y medias blancas.
- Uniforme alternativo: Camiseta azul marino con una «V» azul y detalles en naranja, pantalón y medias azul marino.
- Tercer uniforme: Camiseta rojo carmesí con una «V» azul, pantalón y medias azules.

El primer uniforme del club estaba compuesto por los colores celeste y blanco de la siguiente manera: Camiseta de color blanco, que representa la pureza y el nevado de la Cordillera de los Andes, sobre la camiseta estaba una franja horizontal de color celeste que cubría la parte superior del pecho y que representaba el cielo abierto del altiplano, en representación a la altura en donde fue fundada la institución. Además ambos colores (celeste y blanco) representaban el deporte orureño.
En 1954 la camiseta sufrió su primera modificación y se colocó una «V» de color celeste sobre el pecho en sustitución de la franja horizontal, el significado de esta «V» fue el de la victoria, debido a que el club había salido campeón de múltiples categorías deportivas en aquellos años.
23 años después cuando se creó la Liga del Fútbol Profesional Boliviano en 1977, a finales de ese año, se cambió el color celeste del uniforme y se reemplazó por el azul. Como resultado, uno de los apodos más comunes del equipo es la «V» azulada. Posteriormente la camiseta sufrió diversas modificaciones no significativas hasta el siglo XXI.
En el 2015, la camiseta sufrió una de sus modificaciones más importantes, se implementa el Quirquincho, mascota y símbolo de la institución, este se coloca sobre la tradicional «V» azulada, el escudo cambiá de posición y se muestra en el centro del pecho, esta camiseta se utilizó para jugar la Copa Libertadores 2015 y el torneo local. Contra todo pronóstico esta camiseta fue una de las más queridas por los hinchas y por la propia institución, logrando hasta hoy en día una gran aceptación por parte de la hinchada e inclusive se continúa comercializando.
En el 2016, para jugar el torneo clausura, la camiseta se modifica y vuelve a la tradicional «V» azulada, el escudo también vuelve a su posición original.
En el 2017, luego del «éxito» que había generado la camiseta utilizada en el 2015, el Quirquincho volvió a mostrase en la camiseta para jugar el torneo apertura, en el torneo clausura de ese año se vuelve utilizar la tradicional «V» azulada.
En el 2018 la camiseta de Quirquincho se utilizó para encarar algunos compromisos y para finales de ese año retornando a su forma original. El uniforme se mantiene igual hasta la actualidad.
En lo que respecta al uniforme alternativo, San José ha usado diversos modelos y colores a lo largo de su historia deportiva. Pero el principal utilizado desde los años 70 consiste en una camiseta rojo carmesí con una «V» azul sobre el pecho, pantalón azul y medias azules. Esta camiseta se utiliza debido a que San José es el único equipo de la ciudad de Oruro que participa en la liga profesional.

### Evolución
| Primero | (Ver evolución) |  | Actual |

## Instalaciones

### Estadio
San José disputa sus encuentros como local en el Estadio Jesús Bermúdez, propiedad del Gobierno Autónomo Municipal de Oruro. Se encuentra ubicado en la zona norte de la ciudad de Oruro. Es el tercer estadio de mayor capacidad de Bolivia cuenta con un aforo total para 33 000 espectadores.
Este escenario se encuentra a una altitud de 3735 metros sobre el nivel del mar. Su altura lo convierte en el tercer estadio más alto del país al haber superado los 3557 m s. n. m. del Estadio Hernando Siles de la ciudad de La Paz.
Lleva su nombre en honor al exfutbolista orureño Jesús Bermúdez que fue el primer arquero de la Selección boliviana.
Al margen de los partidos de la liga, donde San José oficia de local, este escenario deportivo, tiene un rico historial en relación con la disputa de partidos internacionales. En 1975 la Selección boliviana jugó de local frente a las selecciones de Chile y Perú por la Copa América cuando en esos años se jugaba este torneo por grupos.
Pero también el año 1997, cuando Bolivia organizó la Copa América, en el "Bermúdez" se jugó el partido que definía el tercer puesto en la Copa América 1997 entre Perú y México.

### Instalaciones deportivas

Cancha principal del complejo deportivo Húngaros en las instalaciones del club en Vinto.

El club San José, es uno de los pocos clubes profesionales del fútbol boliviano, que cuenta con una infraestructura deportiva propia.
El Complejo Deportivo Húngaros 55 fue adquirido en 1997, el club, mediante varios de sus dirigentes (Carlos Sandy, Juan Choque Tito, José Sánchez y otros), logró en comodato un terreno de casi cinco hectáreas en la zona Este de la ciudad de Oruro.
En la gestión de Floreció España en 2006, con recursos propios del club, 
se logra la construcción de una cancha con césped natural. Al año siguiente (2007), también con recursos propios del club, se logró la construcción del bloque de camerinos, baños, duchas y una sala de conferencias. 
Años después, bajo la dirigencia de Freddy Fernández, se hizo las gestiones ante las autoridades nacionales y se logró el financiamiento para la construcción de dos canchas con césped sintético, graderías y ambientes para un gimnasio y otros en predios del complejo deportivo “Húngaros del 55”. Todas estas obras se realizaron con el financiamiento de la Unidad de Proyectos Especiales (UPRE), las obras fueron entregadas por el presidente Evo Morales.
Las graderías tienen una capacidad para 3 mil personas, en la parte inferior tiene 14 ambientes: cuatro baños en total, uno en cada sector Norte y Sur y dos en el túnel de ingreso, asimismo, cuenta con ambientes para el cuerpo técnico, gimnasio, utilería, dos camarines con sus respectivos baños y duchas, sala de reuniones, gabinete médico, oficina que está dividida para administración, presidencia y un depósito, sala de conferencias, además de un vestidor.
El costo de la obra alcanza a 10 millones 295 mil 898 bolivianos y las graderías tienen una capacidad para 3000 personas cómodamente ubicados.

## Datos del club

### Denominaciones
A lo largo de su historia, la entidad ha visto como su denominación variaba por diversas circunstancias hasta la actual de Club Deportivo San José —cuando en 1994 se produce el cambio de administración de la institución—. El club se fundó bajo el nombre oficial de Liga Deportiva San José, pero su nombre ha sido modificado por un motivo u otro.
A continuación se listan las distintas denominaciones de las que ha dispuesto el club a lo largo de su historia:
- Liga Deportiva San José: (1942-94) Nombre oficial tras su fundación.
- Club Deportivo San José: (1994-act) Nombre adoptado tras el cambió de administración.

### Estadísticas
- Puesto en la clasificación histórica de la Primera División: 6.º
- Temporadas en Primera División: 79 (1954-1960, 1963-1966, 1969-1999, 2002-2021).
- Mejor puesto en Primera División: 1.º (en 4 ocasiones).
- Peor puesto en Primera División: 16.º (2021).
- Mayores goleadas a favor
  - En Primera División:
    - 9 - 1 vs. Independiente Unificada (11 de julio de 1982).
    - 9 - 2 vs. Oriente Petrolero (29 de abril de 2007).
    - 8 - 0 vs. 20 de agosto (24 de noviembre de 1977).
    - 8 - 0 contra Real Santa Cruz (2 de octubre de 1988).
    - 8 - 0 vs. Destroyers (12 de mayo de 2018).

  - En copas nacionales:
    - 7 - 0 vs. Stormers S. C. (22 de abril de 1979). Récord del fútbol boliviano

  - En torneos internacionales:
    - 4 - 0 vs.  Atlético Huila (22 de septiembre de 2010 por la Copa Sudamericana 2010).
    - 3 - 1 vs.  Peñarol (24 de abril de 2019 por la Copa Libertadores 2019).[54]
- Mayor goleada en contra
  - En torneos nacionales:
    - 0 - 9 vs. Oriente Petrolero (24 de febrero de 1982).
    - 0 - 8 vs. Litoral (3 de febrero de 1988).

  - En torneos internacionales:
    - 0 - 7 vs.  Santos (1 de abril de 2008 por la Copa Libertadores 2008).
    - 0 - 6 vs.  Newell's Old Boys (6 de octubre de 2010 por la Copa Sudamericana 2010).
    - 1 - 6 vs.  Flamengo (11 de abril de 2019 por la Copa Libertadores 2019).
- Debut en Primera División: 23 de mayo de 1954, Bolívar 3 - San José 2.
- Primer partido en LFPB: 3 - 1 vs. 20 de agosto (18 de septiembre de 1977).[55]
- Primer partido en torneos internacionales: 1 - 2 vs. Bolívar (8 de marzo de 1992 por la Copa Libertadores 1992).
- Jugador con más partidos disputados: Enrique Parada (321 partidos oficiales).
- Jugador con más partidos en torneos internacionales: Carlos Lampe (22 partidos oficiales).
- Jugador con más goles: Carlos Saucedo (160 goles en competiciones oficiales).[56]
- Jugador con más goles en torneos internacionales: Carlos Saucedo (8 goles oficiales).[57]
- Portero con récord de imbatibilidad: Carlos Lampe, con 600 minutos en 2011.[58]
- Jugador con más títulos: Eduardo Villegas (2 títulos oficiales).
- Mayor cantidad de encuentros dirigidos: Marcos Ferrufino (239).
- Mayor cantidad de encuentros invicto como local: 43 encuentros (Temporada 1995-1996)
- Mayor cantidad de victorias consecutivas en Primera División: 9 (1995).
- Mayor cantidad de partidos sin victorias: 40 (2020-2021).
- Mayor número de goles en una temporada: 71 (Torneo Clausura 2018).
- Máximo goleador en una temporada: Carlos Saucedo (40 en una sola temporada, 2011/12).
- Mayor cantidad de puntos en torneos cortos: 53 puntos (Clausura 2018).
- Mayor invicto histórico en primera división: 13 partidos (Apertura 2018) Fecha 2 - Fecha 14, desde el 2 de febrero de 2018 hasta 29 de abril de 2018.

- Participaciones internacionales
  - Copa Libertadores de América (8): 1992, 1993, 1996, 2008, 2013, 2015, 2019 y 2020.
  - Copa Sudamericana (4): 2010, 2011, 2014 y 2018.

### Rankings

#### Rankings deConmebol
- Ranking histórico de la Conmebol Libertadores: 70.º[59]

### Por temporada
| Copa Libertadores      | Copa Libertadores | Copa Libertadores | Copa Libertadores | Copa Libertadores | Copa Libertadores | Copa Libertadores | Copa Libertadores | Copa Libertadores                                                                         | Copa Libertadores |
| Año                    | Desempeño         | PJ                | PG                | PE                | PP                | GF                | GC                | Goleador(es)                                                                              |                   |
| ---------------------- | ----------------- | ----------------- | ----------------- | ----------------- | ----------------- | ----------------- | ----------------- | ----------------------------------------------------------------------------------------- | ----------------- |
| Copa Libertadores 1992 | Fase de grupos    | 6                 | 0                 | 1                 | 5                 | 5                 | 17                | Juan Carlos Sánchez, Dionisio Gutiérrez, Miguel Vacaflor, Divar Condarco y Pedro Rioja: 1 |                   |
| Copa Libertadores 1993 | Fase de grupos    | 6                 | 1                 | 0                 | 5                 | 8                 | 17                | Guillermo Álvaro Peña: 4                                                                  |                   |
| Copa Libertadores 1996 | Octavos de final  | 8                 | 4                 | 0                 | 4                 | 8                 | 10                | Robert Espíndola Moreno: 3                                                                |                   |
| Copa Libertadores 2008 | Fase de grupos    | 6                 | 1                 | 1                 | 4                 | 4                 | 17                | David Cerutti: 2                                                                          |                   |
| Copa Libertadores 2013 | Fase de grupos    | 6                 | 1                 | 2                 | 3                 | 5                 | 11                | Carlos Saucedo: 3                                                                         |                   |
| Copa Libertadores 2015 | Fase de grupos    | 6                 | 1                 | 1                 | 4                 | 3                 | 11                | Ángel Orué, Gabriel Valverde y Abdón Reyes: 1                                             |                   |
| Copa Libertadores 2019 | Fase de grupos    | 6                 | 1                 | 1                 | 4                 | 7                 | 19                | Carlos Saucedo: 3                                                                         |                   |
| Copa Libertadores 2020 | Primera fase      | 2                 | 0                 | 0                 | 2                 | 0                 | 5                 | –                                                                                         |                   |
| Total                  |                   | 46                | 9                 | 6                 | 31                | 40                | 107               | Carlos Saucedo: 6                                                                         |                   |

| Copa Sudamericana      | Copa Sudamericana | Copa Sudamericana | Copa Sudamericana | Copa Sudamericana | Copa Sudamericana | Copa Sudamericana | Copa Sudamericana | Copa Sudamericana                     | Copa Sudamericana |
| Año                    | Desempeño         | PJ                | PG                | PE                | PP                | GF                | GC                | Goleador(es)                          |                   |
| ---------------------- | ----------------- | ----------------- | ----------------- | ----------------- | ----------------- | ----------------- | ----------------- | ------------------------------------- | ----------------- |
| Copa Sudamericana 2010 | Octavos de final  | 4                 | 2                 | 1                 | 1                 | 7                 | 7                 | Regis de Souza y Aquilino Villalba: 2 |                   |
| Copa Sudamericana 2011 | Primera fase      | 2                 | 0                 | 1                 | 1                 | 0                 | 1                 | –                                     |                   |
| Copa Sudamericana 2014 | Primera fase      | 2                 | 0                 | 0                 | 2                 | 3                 | 6                 | Cristian Omar Díaz: 2                 |                   |
| Copa Sudamericana 2018 | Primera fase      | 2                 | 0                 | 1                 | 1                 | 3                 | 4                 | Carlos Saucedo: 2                     |                   |
| Total                  |                   | 10                | 2                 | 3                 | 5                 | 13                | 18                | 4 jugadores                           |                   |

### San José en competiciones internacionales
| Año  | Competición            | Ronda            | Rival                | Local | Visita       | Global   |
| ---- | ---------------------- | ---------------- | -------------------- | ----- | ------------ | -------- |
| 1992 | Copa Libertadores 1992 | Fase de grupos   | Bolívar              | 1–2   | 4–2          | 4° lugar |
| 1992 | Copa Libertadores 1992 | Fase de grupos   | Criciúma             | 1–2   | 5–0          | 4° lugar |
| 1992 | Copa Libertadores 1992 | Fase de grupos   | São Paulo            | 0–3   | 1–1          | 4° lugar |
| 1993 | Copa Libertadores 1993 | Fase de grupos   | Bolívar              | 1–0   | 3–1          | 4° lugar |
| 1993 | Copa Libertadores 1993 | Fase de grupos   | Cobreloa             | 2–3   | 2–1          | 4° lugar |
| 1993 | Copa Libertadores 1993 | Fase de grupos   | Universidad Católica | 2–5   | 4–1          | 4° lugar |
| 1996 | Copa Libertadores 1996 | Fase de grupos   | Guabirá              | 2–1   | 4–1          | 3° lugar |
| 1996 | Copa Libertadores 1996 | Fase de grupos   | América de Cali      | 1–0   | 2–0          | 3° lugar |
| 1996 | Copa Libertadores 1996 | Fase de grupos   | Junior               | 2–0   | 1–0          | 3° lugar |
| 1996 | Copa Libertadores 1996 | Octavos de final | Barcelona            | 1–0   | 2–1 (2:4 p.) | 2–2      |
| 2008 | Copa Libertadores 2008 | Fase de grupos   | Santos               | 2–1   | 7–0          | 4° lugar |
| 2008 | Copa Libertadores 2008 | Fase de grupos   | Cúcuta Deportivo     | 2–4   | 0–0          | 4° lugar |
| 2008 | Copa Libertadores 2008 | Fase de grupos   | Guadalajara          | 0–3   | 2–0          | 4° lugar |
| 2010 | Copa Sudamericana 2010 | Segunda fase     | Atlético Huila       | 4–0   | 1–1          | 5–1      |
| 2010 | Copa Sudamericana 2010 | Octavos de final | Newell's Old Boys    | 2–0   | 6–0          | 2–6      |
| 2011 | Copa Sudamericana 2011 | Primera fase     | Nacional             | 0–0   | 1–0          | 0–1      |
| 2013 | Copa Libertadores 2013 | Fase de grupos   | Corinthians          | 1–1   | 3–0          | 4° lugar |
| 2013 | Copa Libertadores 2013 | Fase de grupos   | Millonarios          | 2–0   | 2–1          | 4° lugar |
| 2013 | Copa Libertadores 2013 | Fase de grupos   | Tijuana              | 1–1   | 4–0          | 4° lugar |
| 2014 | Copa Sudamericana 2014 | Primera fase     | Huachipato           | 2–3   | 3–1          | 3–6      |
| 2015 | Copa Libertadores 2015 | Fase de grupos   | River Plate          | 2–0   | 3–0          | 4° lugar |
| 2015 | Copa Libertadores 2015 | Fase de grupos   | Tigres               | 0–1   | 4–0          | 4° lugar |
| 2015 | Copa Libertadores 2015 | Fase de grupos   | Juan Aurich          | 1–1   | 2–0          | 4° lugar |
| 2018 | Copa Sudamericana 2018 | Primera fase     | El Nacional          | 1–1   | 3–2          | 3–4      |
| 2019 | Copa Libertadores 2019 | Fase de grupos   | Flamengo             | 0–1   | 6–1          | 4° lugar |
| 2019 | Copa Libertadores 2019 | Fase de grupos   | Liga de Quito        | 3–3   | 4–0          | 4° lugar |
| 2019 | Copa Libertadores 2019 | Fase de grupos   | Peñarol              | 3–1   | 4–0          | 4° lugar |
| 2020 | Copa Libertadores 2020 | Fase 1           | Guaraní              | 0–1   | 4–0          | 0–5      |

## Jugadores

### Altas y bajas 2024
| Altas            |            |              |       |        |
| Futbolista       | Posición   | Procedencia  | Tipo  | Ref.   |
| Segundo Semestre |            |              |       |        |
| Javier Guerreiro | Entrenador | Boxing Club  | Libre |        |
| René Peña        | Entrenador | Agente libre | Libre | [ 60 ] |

| Bajas            |            |              |           |      |
| Futbolista       | Posición   | Destino      | Tipo      | Ref. |
| Segundo Semestre |            |              |           |      |
| René Peña        | Entrenador | Agente libre | Rescisión |      |

### Récords
| Goleadores         | Goleadores                   | Goleadores         | Presencias         | Presencias         | Presencias         | Temporadas         | Temporadas | Temporadas         |
| ------------------ | ---------------------------- | ------------------ | ------------------ | ------------------ | ------------------ | ------------------ | --- | ------------------ |
| 1.                 | Carlos Saucedo               | 162 goles          | 1.                 | Enrique Parada     | 330 partidos       | 1.                 | Freddy Cossío | 11 años            |
| 2.                 | Marcelo Gomes                | 62 goles           | 2.                 | Rolando Ribera     | 321 partidos       | 2.                 | Rolando Ribera / Jhosimar Prado                                                                                       | 10 años            |
| 3.                 | Álex da Rosa                 | 56 goles           | 3.                 | Freddy Cossio      | 315 partidos       | 3.                 | Enrique Parada / Mario Ovando                                                                                         | 9 años             |
| 4.                 | Cristian Omar Díaz           | 40 goles           | 4.                 | Mario Ovando       | 280 partidos       | 4.                 | Mario Parrado Gutiérrez                                                                                               | 8 años             |
| 5.                 | Roly Paniagua / Jair Reinoso | 38 goles           | 5.                 | Ariel Juárez       | 252 partidos       | 5.                 | Roberto Sevilla Calderón / Silvian Areco / Alejandro Daza / Mauricio Villegas / Franklin Herrera / Alejandro Bejarano | 7 años             |
| Ver lista completa | Ver lista completa           | Ver lista completa | Ver lista completa | Ver lista completa | Ver lista completa | Ver lista completa | Ver lista completa | Ver lista completa |

Nota: En negrita los jugadores activos en el club.

### Botines de Oro

Carlos Saucedo, el jugador con más goles de la historia del club.

| #  | Nombre                | Campeonato            | Goles |
| -- | --------------------- | --------------------- | ----- |
| 1  | Juan Carlos Sánchez   | Primera División 1990 | 20    |
| 2  | Guillermo Álvaro Peña | Primera División 1992 | 29    |
| 3  | Víctor Hugo Antelo    | Primera División 1993 | 20    |
| 4  | Pablo Daniel Escobar  | Clausura 2004         | 17    |
| 5  | Rubén Darío Aguilera  | Adecuación 2005       | 22    |
| 6  | Cristian Omar Díaz    | Clausura 2009         | 9     |
| 7  | Cristian Omar Díaz    | Apertura 2010         | 16    |
| 8  | Carlos Saucedo        | Clausura 2012         | 17    |
| 9  | Carlos Saucedo        | Apertura 2012         | 23    |
| 10 | Carlos Saucedo        | Apertura 2013         | 16    |
| 11 | Marcelo Gomes         | Apertura 2013         | 16    |
| 12 | Carlos Neumann        | Clausura 2014         | 18    |
| 13 | Carlos Saucedo        | Apertura 2018         | 18    |
| 14 | Jair Reinoso          | Clausura 2018         | 20    |
| 15 | Carlos Saucedo        | Apertura 2019         | 23    |
| 16 | Carlos Saucedo        | Clausura 2019         | 19    |

Fuente: RSSSF

#### Goleadores de Playoffs
| Nombre       | Campeonato    | Goles |
| ------------ | ------------- | ----- |
| Álex da Rosa | Playoffs 2008 | 6     |

## Entrenadores
Mientras que no hay datos certeros de la cronología de los entrenadores en la era amateur entre 1942 y 1953, el Club Deportivo San José ha tenido un total de 72 entrenadores de fútbol a lo largo de la era profesional del fútbol boliviano. El primer entrenador del club en el profesionalismo fue Adalberto Rosemberg, de nacionalidad húngara que dirigió al equipo en 1954 y además fue el primer técnico en conseguir un título en la era profesional de la Asociación de Fútbol Oruro y participó en el primer torneo integrado.
Entre todos los entrenadores que tuvo la institución, se destacan Rodolfo Mayda Camacho quien logró que el club logre su primer campeonato nacional y se convierta en el primer equipo del interior del país en salir campeón nacional. Otro entrenador exitoso fue el de Walter Roque, de nacionalidad uruguaya que logró un campeonato luego de 40 años —primer título de la Liga del Fútbol Profesional Boliviano—, y también por ser el primero en pasar de fase en la Copa Libertadores, en la edición 1996.
Se destaca además Ramiro Vargas que logró retornar al equipo a la máxima categoría del fútbol boliviano al salir campeón de la Copa Simón Bolívar, en 2001. Otro ciclo destacado fue el de Marcos Ferrufino que llevó al equipo a conquistar su tercera estrella en el torneo Clausura 2007 y, además de alcanzar los octavos de final en la Copa Sudamericana, el año 2010. El último ciclo exitoso fue el de Eduardo Villegas quién se convirtió en el primer entrenador en ser campeón como jugador y como entrenador dentro la institución, al llevar al equipo a conquistar el título del torneo Clausura 2018.
Merece una mención especial además Raúl Pino, de nacionalidad chilena que dirigió al equipo en la primera Copa Libertadores en la que el equipo participó, el año 1992.
La mayoría de los entrenadores del club han sido bolivianos. Las nacionalidades principales de los entrenadores no bolivianos han sido la argentina (25 técnicos), chilena (5 técnicos), paraguaya 
(3 técnicos), uruguaya (3 técnicos), peruana (2 técnicos), brasileña  (1 técnico), húngara (1 técnico) y española  (1 técnico).

### Entrenadores campeones
| # | Entrenador            | Periodo                                      | Títulos                 |
| - | --------------------- | -------------------------------------------- | ----------------------- |
| 1 | Rodolfo Mayda Camacho | 1954-1956                                    | Primera división 1955   |
| 2 | Walter Roque          | 1995-1996                                    | Primera división 1995   |
| 3 | Ramiro Vargas         | 1999 y 2001                                  | Copa Simón Bolívar 2001 |
| 4 | Marcos Ferrufino      | 2007-2008, 2009-2010, 2011-2013, 2016 y 2021 | Clausura 2007           |
| 5 | Eduardo Villegas      | 2003 y 2018-2019                             | Clausura 2018           |

## Administración
El primer presidente en la historia del club fue Don Salustio Rocha que ejerció el cargó por primera vez el año 1942 y quedó a cargo de las primeras gestiones administrativas que permitieron al club integrarse a los torneos de la Asociación de Fútbol Oruro.
El presidente actual del Club Deportivo San José es Elías Vallejos, electo el 2 de julio de 2023.
Actualmente el club tiene el siguiente organigrama:

### Comisión directiva
- Presidente: Vacante

## Palmarés
El Club Deportivo San José posee en su palmarés 4 títulos de Primera División y 1 torneo de la Copa Simón Bolívar.

### Torneos nacionales (4)
| Competición nacional              | Títulos                                                    | Subcampeonatos                                           |
| --------------------------------- | ---------------------------------------------------------- | -------------------------------------------------------- |
| Primera División de Bolivia (4/5) | Torneo Integrado 1955, 1995, Clausura 2007, Clausura 2018. | 1991, 1992, Clausura 2012, Apertura 2012, Clausura 2014. |
| Copa Simón Bolívar (1)            | 2001.                                                      |                                                          |
| Torneo Apertura (1)               | 1995.                                                      |                                                          |
| Torneo Clausura (1)               | 1995.                                                      |                                                          |

### Torneos regionales (14)
| Competición regional     | Títulos                                                                                      | Subcampeonatos |
| ------------------------ | -------------------------------------------------------------------------------------------- | -------------- |
| Primera "A" (AFO) (14/2) | 1949, 1951, 1953, 1954, 1964, 1968, 1969, 1970, 1972, 1974, 1975, 1976, 2000, 2001. (Récord) | 1967, 1973.    |

### Torneos clasificatorios
- Torneo de Play Off (0/1): 2010.

## Secciones deportivas

### Divisiones inferiores

Kevin Fernández, uno de los canteranos más exitosos.

Las divisiones inferiores de San José es el conjunto de equipos juveniles de la entidad que participan en las diversas competiciones juveniles y regionales organizadas por la Asociación de Fútbol Oruro.
Del trabajo en las divisiones inferiores el club en las última décadas fue produciendo una gran cantidad de futbolistas entre ellos se encuentran: Franklin Herrera, Mauricio Villegas José Luis Contaja, Jorge Escalera, Mario Quiroga Salcedo, Mijael Huanca, Andrés Irahola, Mario Parrado, Douglas Ferrufino, Héctor Calderón, Mario Zamorano, Jairo Thomas, Kevin Fernández, William Velasco y Josué Prieto, entre otros.

### Sección de fútbol femenino

El plantel femenino de San José en 2019.

Desde 2018 San José cuenta con un equipo de fútbol femenino que participa en el Campeonato de la Asociación de Fútbol Oruro, equivalente a la tercera división masculina.
El 2019 se coronó campeón del torneo nacional denominado "Eduardo Avaroa" por primera vez luego de vencer al equipo femenino del Bolívar por 4 goles contra 2.

### Fútbol sala
El 21 de septiembre de 2022 San José anuncia la creación de su sección de fútbol sala gracias a la gestión de Ernesto Aranibar. Actualmente participa en la Segunda de Ascenso de la Asociación Municipal de Futsal de Oruro.

### Filiales

#### San José "B"
El club cuenta con una filial que participa en la Primera A (primera categoría) de la Asociación de Fútbol Oruro. Sus instalaciones se encuentran en el sector del complejo Húngaros, sirve principalmente de base para probar jugadores prometedores antes de ser promovidos para el equipo principal. Disputa el «clásico minero» contra el Club Empresa Minera Huanuni.

#### Caracol FC-San José
El Caracol Fútbol Club fue un equipo que estaba conformado por jugadores de las divisiones menores de San José. Fue creado por Magín Roque Humérez y, en 2005 es adquirido por el club San José, a la cabeza de su entonces presidente Florencio España Díaz, luego del descenso de San José en 2021 la filial desapareció.

### Secciones desaparecidas
El Club San José fue fundado en 1942 como un club polideportivo. Sus primeros miembros y fundadores fueron jóvenes atletas que practicaban una gran cantidad de actividades deportivas como el Atletismo, Básquet, Vóley, Boxeo y Tenis.
Debido a la poca difusión de las secciones por parte del club, no están contabilizados las distintas secciones ya desaparecidas, así como algunos de los torneos conquistados por sus correspondientes canteras, debido al desconocimiento, por el momento, de las mismas.

## Hinchada
La hinchada de San José es considerada una de las más grandes y representativas de Bolivia. El club tiene seguidores en todo el territorio nacional, también cuenta con el mayor número de barras organizadas en todo el país y su afición es considerada como la más seguidora del fútbol boliviano. Además, basándose en el porcentaje de simpatizantes que acapara en los estadios del país no hay ningún equipo que abarque con sus hinchas una porción tan grande como el club.
Esto ha llevado a los seguidores de San José, e incluso a la propia institución, a autoproclamarse como «El más taquillero».
La popularidad y fidelidad de su hinchada ha sido destacada por periodistas deportivos de diversos medios de comunicación nacional, jugadores e incluso por dirigentes de otros equipos como Mario Mercado Vaca Guzmán, quién fue presidente del Club Bolívar.

San José estaba destinado a convertirse en un símbolo de la región, y al despuntar los años noventa en un fenómeno de movilización social sin antecedentes en nuestro fútbol.
Carlos. D. Mesa La epopeya del futbol boliviano 1986-1994, Cap. I, Aquellos magníficos hombres... Reseña histórica del fútbol boliviano 1986-1994.

### Barras organizadas

Recibimiento de Los Quirquigans, en la tribuna General del Estadio Jesús Bermúdez.

El primer grupo de aficionados organizados del club apareció en 1985, cuándo a la iniciativa de Daniel Quinteros se funda la barra «Quirquigans», que fue la primera barra del club y además una de las más antiguas del fútbol boliviano, en alusión a su nombre ellos no decidieron ponerse el denominativo de «Quirquigans», sino que la gente y los periodistas fusionaron dos términos: Quirqui por 
Quirquincho (animal simbólico de Oruro) Y Gans (en alusión a los hooligans, fanáticos, ultras, etc).
La principal barra brava del club se denomina la «Temible XII», se fundó en 1999 y es sucesora de la «Furia Santa», en la actualidad es la barra más numerosa que tiene San José, se ubica en la curva sur del Estadio Jesús Bermúdez.
La barra «Pabellón Norte 19:55» se fundó en 2018 por exmiembros de "La Temible XII", luego de que se formaron disputas internas, esta barra toma su ubicación en la curva norte del estadio Jesús Bermúdez juntó a otra barra denominada «Húngaros 55», que en sus inicios uso el nombre de "Barra Espíritu Santo" y fue la primera barra brava del club, cuyo origen se remonta a los años 1990.
Otras grupo organizados que alientan al club son: «La Viajera» y «Hinchas Forever 1942».
A nivel nacional San José cuenta con grupos organizados de aficionados en todos los departamentos de Bolivia.

### Personalidades
|                |
| Mario Mercado. |

|              |
| Yuri Ortuño. |

|              |
| Zulma Yugar. |

## Rivalidades
El Club Deportivo San José mantiene una fuerte rivalidad futbolística con los clubes Bolívar y The Strongest, equipos vecinos de la ciudad de La Paz, y Jorge Wilstermann de la ciudad de Cochabamba. La longevidad de estos encuentros ha hecho que estos 4 equipos específicamente se hayan enfrentado en prácticamente todas las instancias de competición del fútbol boliviano, incluyendo el Torneo Integrado (1954-1959), el Torneo Mayor de la República (1960-1963), la Copa Simón Bolívar (1964-1976) y desde la fundación de la Liga del Fútbol Profesional Boliviano en 1977.
Mientras que en los últimos años se intensificó la rivalidad futbolística frente a los restantes 2 grandes del fútbol boliviano, ambos perteneciente a la ciudad de Santa Cruz de la Sierra, Blooming y Oriente Petrolero. Otro rival histórico es Aurora, equipo de la ciudad de Cochabamba y el cual es uno de los rivales tradicionales desde los años 50.
El club también desarrolló una rivalidad con La Paz Fútbol Club, hasta que el equipo azulgrana descendió de categoría. Contra el azulgrana, San José definió la final del campeonato en 2007 y se enfrentaron en las tres versiones del torneo Playoff de la liga en 2008, 2009 y 2010; con cuatro victorias de San José frente a una victoria del cuadro paceño y un solo empate.
Existe una rivalidad especial con Universitario de Sucre ya que este partido enfrenta a los únicos equipos campeones de sus respectivos departamentos, Oruro y Chuquisaca. En el pasado este partido fue considerado como un "Clásico Nacional" desde que se enfrentaron en la final de la Copa Aerosur del Sur el año 2009. Mientras que el partido con Real Potosí es llamado el «clásico minero» debido a que la prensa principalmente ha promocionado este duelo como un clásico debido a que ambos clubes proceden de ciudades mineras (Oruro y Potosí). Pero, en realidad no lo es pues no hay rivalidad entre la afición de ambos clubes ni entre instituciones que más bien establecen cierto grado de amistad.

### Con Ingenieros: Clásico orureño
Otra rivalidad que el club desarrolló a lo largo de su historia fue con el equipo de Ingenieros de la facultad Nacional de Ingeniería, esta rivalidad se debía a los constantes enfrentamientos que tuvieron ambos equipos en lo años 60 y especialmente en los 70 por el campeonato orureño. Con los Chibatos se definieron cinco títulos por la AFO: uno en amateurismo y cuatro en el profesionalismo, con San José vencedor en cuatro oportunidades (1949, 1954, 1970 y 1972), mientras que Ingenieros resultó ganador en 1973. El primer título que disputaron ambos equipos se produjo el 18 de diciembre de 1949, cuándo San José se coronó campeón al derrotar a “Ingenieros” por el marcador de dos goles a uno.
Este clásico se dejó de jugar en 1977 debido a que San José participó en la liga profesional y se volvió a jugar 23 años después en el torneo de la AFO cuando San José descendió, nuevamente el Santo se quedó con el título orureño en 2000 y 2001. Este partido es considerado hoy en día como el clásico de antaño y el más importante que tuvo el torneo de la AFO.

### Otras rivalidades locales
No obstante, se ha hablado de que "«El Clásico»"' se disputa con el Oruro Royal, esto debido al prestigio de ambos clubes: el Royal es el equipo más antiguo de Bolivia y San José el más exitoso de Oruro.

#### Bolívar Nimbles
Otro de los grandes animadores del fútbol de Oruro fue el Bolívar Nimbles con quién San José mantuvo una rivalidad no tan intensa pero si de mucha expectativa, esto debido al prestigio que tenía el Nimbles en los años 40 y 50.

#### Ferroviario
Con el equipo de Ferroviario, San José definió cuatro títulos del campeonato orureño, el primero de estos ocurrió en 1967, con Ferroviario como vencedor y posteriormente en 1968, 1969 y 1974 con San José como ganador. En 1977 cuando el Santo participó en la liga, Ferroviario se convirtió en uno de los equipos más importantes de Oruro.

#### Estudiantes Frontanilla
La rivalidad con Estudiantes Frontanilla se debía a que a finales de los años 80 el equipo definía el descenso indirecto con este equipo al cuál siempre derrotaba llegando a crear una rivalidad marcada en el ámbito local.

#### Miner's Japo
Otra de las grandes rivalidades que tuvo San José fue Miner's Japo, con quién se emfrentaba en partidos de alta expectativa en los años 70.

## En la cultura popular

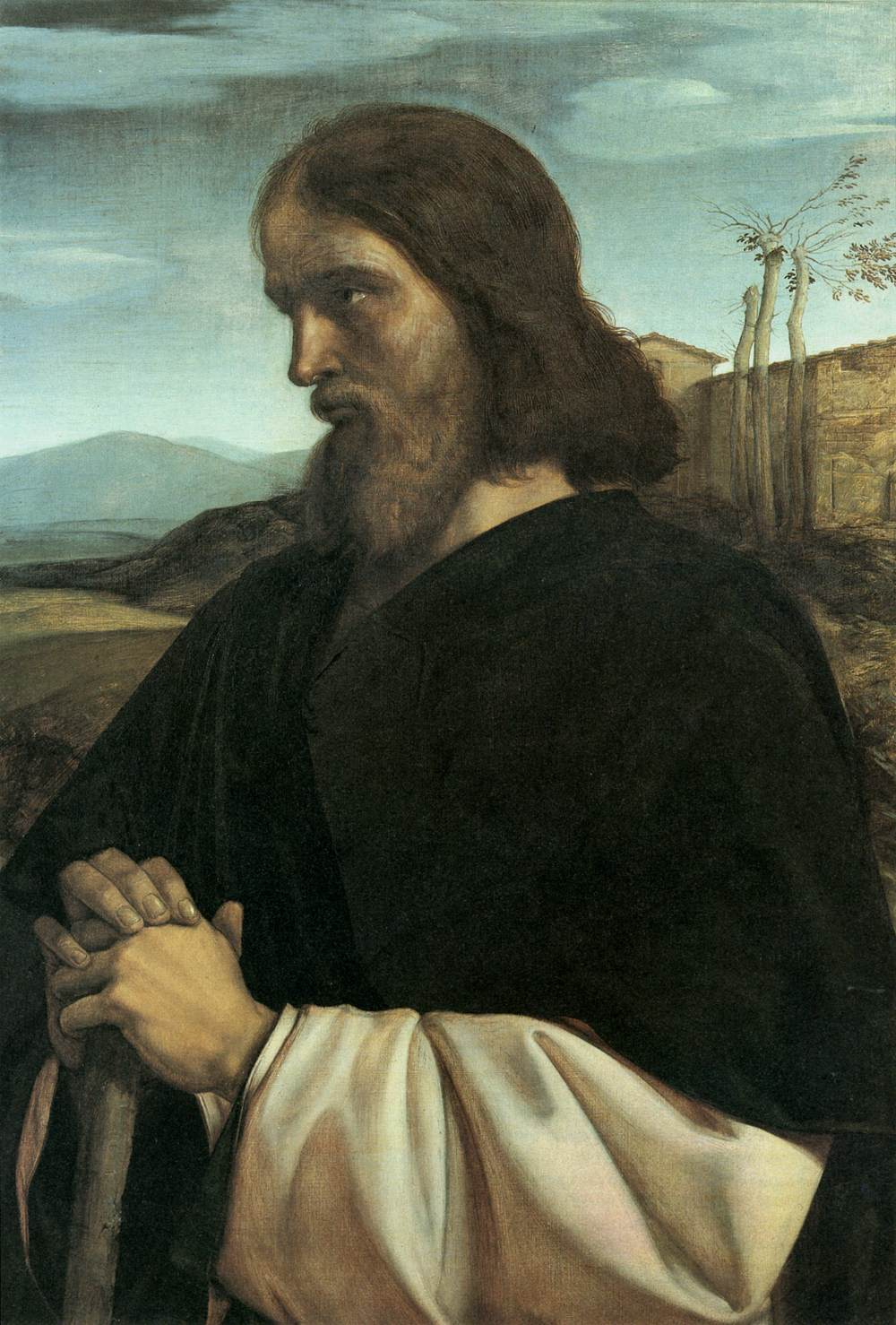
Imagen del José de Nazaret, Santo Patrono del club.

### Día del hincha
El 20 de febrero de 2013, en el marco de la fase de grupos de la Copa Libertadores de América contra el Corinthians de Brasil se produjo un siniestro luego de que el Timaõ marcará el primer gol del partido un hincha del equipo brasileño manipuló mal una bengala y como consecuencia terminó con la vida de un fanático de San José: Kevin Beltrán de catorce años de edad.
Después del incidente varias personalidades del deporte se mostraron conmovidas por la muerte del aficionado. Esto es lo que dijo el entrenador del Corinthians; Tite:

"Cambiaría mi título mundial por la vida del joven. Lo cambiaría".
 Declaró el entrenador del Corinthians, Tite, 21 de febrero de 2013

Ronaldinho también hizo un comunicado a través de las redes sociales lamentando el fallecimiento, el equipo brasileño declaró siete días de luto.
Como consecuencia de este suceso, la Conmebol inició una investigación. dictaminó una sanción 10.000 dólares para San José y de 200.000 para el Corinthians. Además le prohibió jugar todos sus partidos en la Libertadores con público, aunque posteriormente la sanción fue reducida.
Doce aficionados fueron arrestados bajo sospecha de homicidio y fueron arrestados. Posteriormente siete hinchas fueron liberados, luego de la confesión de un fanático que declaró que fue el quien lanzó la bengala. 
En agosto, después de un juicio de seis meses, los cinco aficionados del Corinthians fueron puestos en libertad; y los términos judiciales fueron suspendidos.
Desde entonces el Club San José conmemoró el 20 de febrero como el «Día del hincha de San José» en honor a Kevin Beltrán.

### Apodos en la historia del club
El club ha contado a lo largo de su historia con diversos apodos, los cuales algunos los adoptó el mismo club, mientras que otros le han sido impuestos por diversas razones. Por tal motivo San José es uno de los clubes bolivianos con el mayor número de apodos debido a su extensa trayectoria y su popularidad.
- El Santo: Este apodo es uno de los más característicos del club y fue dado debido a la influencia católica de la ciudad de Oruro, que influenció a que el club tuviera un origen religioso y se fundará el mismo día que es la festividad de San José de Nazaret,[127] a quien de alguna manera se le rindió homenaje con esta denominación.[128]
- La «V» Azulada: Apodo atribuido por la camiseta que lleva una "V" en color Azul en el pecho.
- Húngaros: Este apodo fue atribuido en la década de los años 50, en particular, en 1955, debido a la fama que la selección de Hungría había logrado en torneos olímpicos y, sobre todo, en el Mundial de Suiza 1954, por las goleadas que les propinó a sus rivales y, de manera similar, en el campeonato nacional de 1955, el club logró grandes goleadas, originando ese parangón a la distancia. El término, fue acuñado por el locutor Tito de la Viña.
- Crédito del fútbol orureño: Este apodo se atribuye al ser San José reconocido históricamente como el mejor equipo del departamento de Oruro.
- El más Taquillero: Por la gran cantidad de simpatizantes que tiene la institución en toda Bolivia, este apodo no solo es utilizado por los hinchas sino por la misma institución.
- El equipo minero: Este apodo es uno de los más añejos del club y surge debido a su origen minero.
- El Titán orureño: Este apelativo fue atribuido por los periodistas deportivos ya que San José es el único club orureño que se mantuvo en la liga profesional. Pero sobre todo porque es el único equipo que salió campeón a nivel nacional, además de la calidad de juego del equipo de San José, ya que se hace sentir de manera casi imbatible cuando juega de local.
- Los Diablos de Oruro: Apodo atribuido por la influencia cultural de Oruro, ya que la celebración del Carnaval de Oruro es un evento folclórico y cultural de dicha ciudad, así como la máxima representación de los carnavales en Bolivia, la cual es considerada la capital folklórica de Bolivia, y una de las danzas más populares es la famosa Diablada de Oruro, la cual inspiró a este apodo.

### Canciones y cánticos
San José es el equipo de fútbol boliviano con mayor número de canciones compuestas y registradas en placas discográficas. Entre sus intérpretes y compositores destacan hinchas e importantes personalidades de la música en Bolivia como: Zulma Yugar, Llajtaymanta, Los Llajuas, Familia Valdivia, Yara, Portugal, etc.
También gracias a la música, nació el eslogan más popular del club y la ciudad de Oruro: "San José es Oruro, Oruro es San José", derivada de la canción que hiciera famosa Familia Valdivia y Llajtaymanta.
Uno de los temas que la hinchada también canta en diferentes escenarios de Bolivia es "Ay Oruro, quién te robó el corazón", la cual es una canción histórica que tiene más de 50 años en el fútbol boliviano y es entonada cuando el equipo de San José está ganando.
La canción «Ay Oruro quien te robó el corazón» es cantada por la afición desde principios de la década de 1960, San José es el único club boliviano al que sus aficionados le dedicaron una canción.

#### Canciones dedicadas
La siguiente tabla es una recopilación donde se detallan todas las canciones publicadas por artistas y agrupaciones musicales, dedicadas al club San José.
| #  | Canción                                                           | Intérprete(s)            | Compositor(es)                                       | Género     | Año  | Álbum                                | Duración |
| -- | ----------------------------------------------------------------- | ------------------------ | ---------------------------------------------------- | ---------- | ---- | ------------------------------------ | -------- |
| 1  | «San José»                                                        | Los Intis del Folklore   | Óscar Elías Siles                                    | Huayño     | 1977 | -                                    | 2:21     |
| 2  | «Viva Oruro, viva San José»                                       | José Félix Flores Orozco | José Félix Flores Orozco                             | Morenada   | 1992 | -                                    | 3:08     |
| 3  | «San José»                                                        | Familia Valdivia         | Adolfo Valdivia Monterrey                            | Morenada   | 1993 | Bolivia va al mundial                | 3:27     |
| 3  | «San José»                                                        | Familia Valdivia         | Adolfo Valdivia Monterrey                            | Morenada   | 1997 | Lo Mejor                             | 3:27     |
| 4  | «San José - Campeón»                                              | Llajtaymanta             | José Félix Flores Orozco                             | Cacharpaya | 1996 | 10 años de música integrando Bolivia | 3:16     |
| 5  | «Morenadas a San José: San José es Oruro / Viva viva mi San José» | Llajtaymanta             | José Félix Flores Orozco / Adolfo Valdivia Monterrey | Morenada   | 2001 | Sentimientos                         | 5:51     |
| 6  | «Viva viva mi San José»                                           | Grupo Andino             | Óscar Elías Siles                                    | Huayño     | 2002 | Oruro Tradición y Sentimiento        | 3:10     |
| 7  | «Mi San José»                                                     | Grupo Yara               | Grupo Yara                                           | Huayño     | 2003 | Música en Proyección                 | 3:21     |
| 8  | «El Golazo de San José»                                           | Los Llajuas              | -                                                    | Morenada   | 2006 | Fiesta Picante                       | 4:57     |
| 9  | «Oruro y su San José»                                             | Zulma Yugar              | Gerardo Arias                                        | Morenada   | 2007 | Concierto con Identidad              | 3:14     |
| 10 | «El Quirquigan»                                                   | Ramiro Tórres            | -                                                    | Diablada   | 2007 | Primero lo Nuestro                   | 5:48     |
| 11 | «Hinchas de San José»                                             | Grupo Femenino Claridad  | -                                                    | Cacharpaya | 2009 | -                                    | 4:05     |
| 12 | «Santo»                                                           | Pasión Andina            | -                                                    | -          | 2009 | La Razón de Mi Vida                  | 5:32     |
| 13 | «Dale Santo»                                                      | Grupo Arraigo            | -                                                    | Huayño     | 2009 | -                                    | 3:53     |
| 14 | «Viva San José»                                                   | Grupo Arraigo            | Óscar Elías Siles                                    | Diablada   | 2009 | -                                    | 4:00     |
| 15 | «Para mi San José»                                                | Grupo Inti               | Edgar Siles Mancilla                                 | Cueca      | 2010 | Juntos otra vez                      | 4:41     |
| 16 | «Soy del Santo»                                                   | Grupo Portugal           | Edson Franco                                         | -          | 2013 | -                                    | 4:41     |
| 17 | «Hincha Santo»                                                    | Grupo Los de Ajayu Jacha | Vladimir Centellas                                   | Caporal    | 2013 | Muevan, muevan, muevan               | 4:06     |
| 18 | «La Temible»                                                      | Los llajuas              | Edgar Siles Mancilla                                 | Morenada   | 2013 | -                                    | 5:33     |
| 19 | «Soy del Santo»                                                   | Los Llajuas              | Edgar Siles Mancilla                                 | Morenada   | 2014 | -                                    | 4:11     |
| 20 | «San José»                                                        | Grupo Femenino Claridad  | Milton Soria                                         | Cacharpaya | 2016 | -                                    | 4:18     |
| 21 | «Soy del Santo»                                                   | Oscar DI & MC OZ         | -                                                    | Hip hop    | 2017 | VENI DICI VICI                       | 3:06     |
| 22 | «Al Campeón»                                                      | Grupo Inti               | Edgar Siles Mancilla                                 | Cueca      | 2019 | -                                    | 3:45     |
| 23 | «Viva Mi Oruro, Viva Mi San José»                                 | Jatun Raymi              | José Félix Flores Orozco                             | Morenada   | 2020 | -                                    | 4:38     |
| 24 | «Mi San José»                                                     | Insomnio Bolivia         | José Ramos Villca                                    | Morenada   | 2023 | -                                    | 3:26     |
| 25 | «Mi San José»                                                     | Wiñay                    | -                                                    | Cacharpaya | -    | Con orgullo bordador                 | 6:21     |
| 26 | «Viva viva mi San José»                                           | Grupo Granada            | Óscar Elías Siles                                    | Huayño     | -    | -                                    | 3:26     |
| 27 | «Al Club San José»                                                | Las Voces del Recuerdo   | -                                                    | -          | -    | -                                    | 2:11     |
| 28 | «A mi San José»                                                   | Grupo Granada            | -                                                    | Cueca      | -    | -                                    | 3:12     |
| 29 | «La V Azulada»                                                    | Las Voces del Recuerdo   | -                                                    | -          | -    | -                                    | 3:19     |
| 30 | «A la V Azulada»                                                  | Grupo Granada            | -                                                    | -          | -    | -                                    | 2:34     |
| 31 | «Como me voy a olvidar» (Versión barra brava)                     | Ale Zen                  | -                                                    | -          | -    | Sencillo sin álbum                   | 2:19     |
| 32 | «La Gitana» (Versión barra brava)                                 | Ale Zen                  | -                                                    | -          | -    | Sencillo sin álbum                   | 2:52     |
| 33 | «Matador» (Versión barra brava)                                   | Ale Zen                  | -                                                    | -          | -    | Sencillo sin álbum                   | 3:59     |
| 34 | «Negro José» (Versión barra brava)                                | Ale Zen                  | -                                                    | -          | -    | Sencillo sin álbum                   | 3:40     |
| 35 | «Paisaje» (Versión barra brava)                                   | Ale Zen                  | -                                                    | -          | -    | Sencillo sin álbum                   | 2:51     |
| 36 | «Se me ha perdido un Corazón» (Versión barra brava)               | Ale Zen                  | -                                                    | -          | -    | Sencillo sin álbum                   | 3:07     |
| 37 | «Viva mi San José» (Versión barra brava)                          | Ale Zen                  | Óscar Elías Siles                                    | -          | -    | Sencillo sin álbum                   | 3:21     |
| 38 | «Hincha del Santo»                                                | Isha                     | Luis de la riva                                      | -          | -    |                                      | 3:56     |